# Ascesis
Ascesis is een geslacht van kevers uit de familie  
kniptorren (Elateridae).
Het geslacht is voor het eerst wetenschappelijk beschreven in 1863 door Candèze.

## Soorten
Het geslacht omvat de volgende soorten:
- Ascesis australis Candèze, 1863
- Ascesis campyloides Candèze, 1897
- Ascesis impurus (Germar, 1848)
- Ascesis mastersii W.J. Macleay, 1872
- Ascesis testaceus Elston, 1930